# Stazione di Sessano del Molise
La stazione di Sessano del Molise è una fermata ferroviaria della ferrovia Sulmona-Isernia a servizio dell'omonimo comune.

## Storia
La stazione, posta nelle vicinanze dell'abitato e poco prima della galleria "Streghe", che penetra nel monte Totila, è stata inaugurata il 18 settembre 1897 con il nome originario di "Sessano-Civitanova", in concomitanza con l'attivazione della tratta Cansano-Isernia. Durante la seconda guerra mondiale è stato uno dei pochi impianti della linea ferroviaria ad essere scampati alla distruzione attuata dai guastatori tedeschi. Negli anni novanta venne declassato al rango di fermata impresenziata; ciò ha comportato la rimozione del binario di precedenza e del binario tronco a servizio dello scalo merci. Il 14 dicembre 2008 l'impianto è stato soppresso.

## Strutture e impianti
La fermata di Sessano del Molise è gestita da Rete Ferroviaria Italiana, che la colloca nella categoria "Bronze". Il fabbricato viaggiatori si sviluppa su due livelli ed è tinteggiato di arancione. Il piano terra ospita la biglietteria e la sala d'attesa. La stazione è servita da un unico binario. Fino agli anni novanta il piazzale era composto da tre binari: oltre al binario 2 rimasto (è il binario di corretto tracciato) vi erano il binario 1 che costituiva il binario di precedenza e il binario tronco che serviva lo scalo merci, di cui è rimasto solo il piano caricatore.

## Movimento
Al 2007, l'impianto risultava frequentato da un traffico giornaliero medio di 1,5 persone. La fermata non è più servita da alcun treno che effettua il servizio viaggiatori a partire dall'11 ottobre 2010, data di sospensione dell'esercizio regolare sulla tratta Castel di Sangro-Carpinone. Ciononostante, è attivo un servizio di bus sostitutivi tra le stazioni di Castel di Sangro ed Isernia. A partire dal 2014 vi transitano occasionalmente dei treni turistici organizzati dalla Fondazione FS Italiane e dall'associazione Le Rotaie.

## Servizi
La stazione dispone dei seguenti servizi:
- Biglietteria a sportello
- Sala d'attesa
- Servizi igienici